# Истари
И́стари (кв. Istari, «члены „ордена“»), или волшебники (англ. Wizards) — в легендариуме Дж. Р. Р. Толкина название майар, прибывших в Эндор около 1000 года Третьей Эпохи по приказу Валар. В некоторых работах Толкин указывает, что часть волшебников прибыла в Средиземье ещё во Вторую Эпоху (см. Синие маги).
Автор менял своё мнение о том, прибыли ли Истари все сразу на одном корабле, или же они прибыли с промежутками в десятки (или даже сотни) лет.

## Белый Совет
Белый Совет, или Совет Мудрых — группа Истари и эльфов. Они обсуждали вопросы, касающиеся Саурона (Некроманта). Основан по настоянию Галадриэли. Всего их было два.

### Первый Белый Совет
В Первом Совете участвовали примерно те же лица, что и на Последнем. Первый Совет созван после поражения Саурона и был сформирован в 1701 году Второй эпохи в Эриадоре.

### Второй Белый Совет
Во Второй Белый Совет входили Гэндальф, Саруман, Айвендил, Галадриэль, Элронд и Кирдан Корабел. Возможно, также там присутствовали Келеборн, муж Галадриэли, которого она сама назвала «мудрым», и вождь дунэдайн Арахад.
Галадриэль предложила Гэндальфа в качестве главы совета, но всё же главой, по настоянию самого Гэндальфа, стал Саруман. Этот казус оставил рану в душе Сарумана, мягко говоря, обидевшегося на Галадриэль и Гэндальфа.
Заседания Последнего Совета проходили в 2463, 2851, 2941 и в 2953 гг. Третьей эпохи.

## Члены Ордена Волшебников
Истари были объединены в Орден Волшебников (квенья Heren Istarion). Точное число членов Ордена неизвестно, но среди тех, кто пришёл на север Средиземья, главными были пятеро, из них двое сразу ушли на восток (Синие маги), один (Радагаст) ушёл в леса, чтобы защищать животных, а Саруман осел в своей цитадели в Изенгарде. Только Гэндальф не имел постоянного обиталища, не задерживаясь надолго в одном месте, появляясь то в чертогах эльфов (Ривенделл, Лориэн), то в Шире, хотя часто посещал другие места, где его хорошо знали.
| Имена и перевод имён | Имена и перевод имён             | Имена и перевод имён                                        | Имена и перевод имён                             | Имена и перевод имён       | Имена и перевод имён | Цвет                                                       | Предпочёл          | Из свиты      | Примечания |
| Настоящее            | У людей                          | У эльфов                                                    | У гномов                                         | У харадрим                 | У орков              | Цвет                                                       | Предпочёл          | Из свиты      | Примечания |
| -------------------- | -------------------------------- | ----------------------------------------------------------- | ------------------------------------------------ | -------------------------- | -------------------- | ---------------------------------------------------------- | ------------------ | ------------- | --- |
| Олорин               | Гэндальф («эльф с посохом»)      | Митрандир («серый странник»)                                | Таркун («человек с посохом» или «серый человек») | Инканус («шпион с севера») |                      | Серый, позже Белый                                         | Эльфов и хоббитов  | Манвэ и Варда | Убит Проклятьем Дурина. Воскрешён. Вернулся в Валинор.                                                                                           |
| Курумо               | Саруман («умелец»)               | Курунир («одно из коварных устройств» или «умелый человек») |                                                  |                            | Шарку («старик»)     | Белый, позже Радужный (в некоторых переводах Многоцветный) | Людей, позже орков | Аулэ          | Перешёл на сторону Саурона. Изгнан из Ордена Гэндальфом, впоследствии в Шире приговорён к изгнанию и убит своим собственным прислужником Гримой. |
| Айвендил             | Радагаст («прислужник животных») | Айвендил («друг птиц»)                                      |                                                  |                            |                      | Бурый (в некоторых переводах Карий)                        | Животных           | Йаванна       | Судьба неизвестна |
| Алатар и Палландо    | Синие маги                       | Моринетар и Роместамо                                       |                                                  |                            |                      | Синий                                                      |                    | Оромэ         | Ушли на восток |